# 尼古拉·皮柳金
尼古拉·阿列克谢耶维奇·皮柳金（俄语：Никола́й Алексе́евич Пилю́гин，1908年5月5日（18日）—1982年8月2日）苏联的科学家、导弹和火箭设计师。曾参与R-7弹道导弹和暴风雪号航天飞机的设计工作。

## 奖项
- 于1956和1961两度获得社会主义劳动英雄
- 于1957年获得列宁奖
- 于1965年获得苏联国家奖
- 于1956, 1958, 1968, 1975, 1978年五度获得列宁勋章
- 于1971年获得十月革命勋章